# Halowe Mistrzostwa Europy w Lekkoatletyce 2015 – bieg na 1500 m kobiet
Bieg na 1500 metrów kobiet – jedna z konkurencji rozgrywanych podczas halowych lekkoatletycznych mistrzostw Europy w hali O2 Arena w Pradze. Tytułu z poprzednich mistrzostw nie broniła Szwedka Abeba Aregawi.

## Rekordy
| Rekord świata                        | Genzebe Dibaba | 3:55,17 | Karlsruhe, Niemcy  | 1 lutego 2014(dts)  |
| Rekord Europy                        | Abeba Aregawi  | 3:57,91 | Sztokholm, Szwecja | 6 lutego 2014(dts)  |
| Rekord mistrzostw Europy             | Doina Melinte  | 4:02,54 | Pireus, Grecja     | 3 marca 1985(dts)   |
| Najlepszy wynik na świecie w sezonie | Sifan Hassan   | 4:00,46 | Sztokholm, Szwecja | 19 lutego 2015(dts) |
| Najlepszy wynik w Europie w sezonie  | Sifan Hassan   | 4:00,46 | Sztokholm, Szwecja | 19 lutego 2015(dts) |

## Terminarz
| Data    | Godzina |       |
| ------- | ------- | ----- |
| 8 marca | 16:10   | Finał |

## Rezultaty
| NR – rekord kraju \| WL – najlepszy tegoroczny wynik na listach światowych \| EL - najlepszy tegoroczny wynik na listach europejskich |
| SB – najlepszy wynik w sezonie \| PB – rekord życiowy                                                                                 |

### Finał
| Poz. | Zawodniczka            | Reprezentacja   | Czas    | Uwagi |
| ---- | ---------------------- | --------------- | ------- | ----- |
| 01 ! | Sifan Hassan           | Holandia        | 4:09,04 |       |
| 02 ! | Angelika Cichocka      | Polska          | 4:10,53 |       |
| 03 ! | Federica Del Buono     | Włochy          | 4:11,61 |       |
| 4.   | Katarzyna Broniatowska | Polska          | 4:12,71 |       |
| 5.   | Gesa Felicitas Krause  | Niemcy          | 4:15,40 |       |
| 6.   | Rosie Clarke           | Wielka Brytania | 4:16,49 |       |
| 7.   | Diana Mezuliáníková    | Czechy          | 4:16,93 | PB    |
| 8.   | Renata Pliś            | Polska          | 4:16,96 |       |
| 9.   | Florina Pierdevara     | Rumunia         | 4:17,05 |       |
| 10.  | Sonja Roman            | Słowenia        | 4:20,85 |       |
| 11.  | Silwia Danekowa        | Bułgaria        | 4:25,44 |       |